# Aeroportul Buriram
Aeroportul Buriram (IATA: BFV, ICAO: VTUO) este un aeroport din Ron Thong⁠(d), Districtul Satuek, Provincia Buriram, Thailanda ce deservește zona Buriram⁠(d). Aeroportul a fost tranzitat în 2020 de 180.986 de pasageri.
Situat la o altitudine de 180 m, aeroportul dispune de 1 pistă.

## Infrastructură

### Piste
Aeroportul dispune de o singură pistă. Pista 04/22 are suprafața de asfalt și dimensiunile 2.100 m × 45 m. 